# Tunnel de la Côtière
Le tunnel de la Côtière est un ouvrage d'art ferroviaire français de la LGV Rhône-Alpes, situé sur le territoire de la commune de Beynost dans le département de l'Ain en région Auvergne-Rhône-Alpes.

## Situation ferroviaire
Établi à 255 mètres d'altitude moyenne, le tunnel de la Côtière est situé entre les points kilométriques (PK) 393,703 et 393,994 de la LGV Rhône-Alpes, entre le tunnel de la Dombes et le viaduc de la Côtière et entre les gares de Mâcon-Loché-TGV et de Lyon-Saint-Exupéry TGV.

## Historique
Le prolongement de la LGV Sud-Est jusqu'à Valence est officiellement annoncé par le premier ministre le 6 octobre 1987. Après l'étude de plusieurs tracés et plusieurs variantes le tracé retenu comme préférable passe par le plateau de la Dombes avant de descendre la Côtière vers le Rhône. C'est dans cette « plongée » que se situe un groupe de deux tunnels longs de 500 et 291 mètres avec une déclivité de 35 ‰ qui se retrouve également sur le viaduc qui suit. Le choix du passage de la voie par ces deux tunnels, pour résoudre le problème posé par le rebord de 100 m de hauteur en surplomb de la vallée, est un compromis entre les contraintes Géologiques, urbanistique et d'environnement qui a nécessité l'étude d'un nombre important de projets et la création d'une commission d'experts pour l'arbitrage du choix définitif. Pour le dimensionnement des tunnels la contrainte vient du fait qu'ils doivent laisser passer des rames roulant à 300 km/h ce qui implique une section excavée de 150 à 160 m2.
Le chantier des deux tunnels est ouvert en juin 1990.

## Caractéristiques
- Nombre de tubes : 1
- Nombre de voies par tube : 2
- Longueur du tunnel : 291 m[1]
- Mise en service : 13 décembre 1992